# Hernando Pastrana
Hernando Pastrana Borrero (Neiva, 13 de agosto de 1921-Buenos Aires, 22 de febrero de 1996) fue un médico psiquiatra, psicoanalista, político y diplomático colombo argentino.
Pastrana fue embajador de Colombia ante Argentina a mediados de los años 80, país al que llegó a vivir desde mediados de los años 40, quien se exilió allí por los sucesos de El Bogotazo, país en el que vivió la mayor parte de su vida.
Era hermano del político conservador Misael Pastrana Borrero.

## Obras
- El Antisemita Y El Prepucio Perdido